# 長沢芦洲
長沢 芦洲（ながさわ ろしゅう、明和4年（1767年） - 弘化4年10月29日（1847年12月6日））は、日本の江戸時代後期に活躍した円山派の絵師。長沢芦雪の弟子で、義子。名を鱗、字は呑江、別号に芦舟、南暁。

## 略伝
丹波国国領（現在の兵庫県丹波市春日町国領）、または姫路市木場の出身と伝えられる。姓は上田と言われるが定かでない。妻は、京都・淀の福富家出身。
花山院家の家臣だったという証言があり、実際文化7年（1810年）芦洲が催した芦雪十三回忌追薦書画展の出品目録（東京都立中央図書館蔵）冒頭には、花山院家厚が絵を描き、その父・愛徳が賛をした「梅図」を載せている。続いて錦小路頼理、小倉豊季、勘解由小路資善、豊岡治資、日野資愛、船橋師賢、岩倉家具ら7名の公家作品が並び、芦洲と花山院家ならびに他の公家たちとの繋がりを窺わせる。
『平安人物志』では、文化10年（1813年）、文政5年（1822年）、同13年（1830年）、天保9年（1838年）版に登場、住所はいずれも柳馬場四条上。弘化(こうか)4年10月29日死去。享年81。墓は長沢家の菩提寺である上京区の回向院。跡は息子の長沢芦鳳が継いだ。他の弟子に、無款の作品は芦洲の作品と間違われたという足立芦月がいる。画風は人物、花鳥画を良くし、芦雪譲りの画法は受け継ぎつつも穏やかにまとめている。

## 作品
| 作品名                       | 技法     | 形状・員数 | 寸法（縦x横cm） | 所有者                     | 年代                  | 落款・落款                                                                    | 備考 |
| ---------------------------- | -------- | ---------- | --------------- | -------------------------- | --------------------- | ----------------------------------------------------------------------------- | --- |
| 桃園義盟図                   |          | 絵馬1面    |                 | 八柱神社（丹波市青垣町）   | 1803年（享和3年9月）  |                                                                               | 中島氏奉納 |
| 慶徳院障壁画                 |          | 44面       |                 | 慶徳院                     | 1804年（享和4年）     | 款記「蘆洲」・「山水図」のみ「蘆洲寫」/「呑江氏」朱文連印・「長澤鱗」白文方印 | 京都府指定文化財、京丹後市指定文化財。附に「紙本著色維摩居士像」1幅                                                  |
| 薔薇図                       | 紙本著色 | 1面        |                 | 智源寺（宮津市）           | 1811年（文化8年）頃   | 款記「蘆洲」/「印文不明」朱文方印・「印文不明」白文方印                       | |
| 鶏雀老梅薔薇図襖             |          | 襖4面      |                 | 旧三上家住宅               | 文化年間中頃          |                                                                               | 庭座敷仕切り襖。作品の推定制作年と建物の竣工年がズレることから、元は別にはめられていた襖を移したものか。             |
| 十六羅漢図押絵貼屏風         | 紙本淡彩 | 四曲一双   |                 | 持宝寺（すさみ町）         | 文政年間              | 款記「芦洲」                                                                  | すさみ町指定文化財。後代の記録であるが屏風の裏に由来が記してあり、文政年間に芦洲が紀南を遊歴した際に描いたとされる。 |
| 桃園義盟図                   |          | 絵馬1面    |                 | 鴨神社（丹波市市島町）     | 1838年（天保9年仲夏） |                                                                               | 川勝氏奉納 |
| 寿老人ならびに梅鶴図・竹鶏図 | 絹本著色 | 3幅対      |                 | 慶徳院                     | 1844年（弘化元年）    | 款記「七十八翁 蘆洲」/「蘆洲」白文方印                                        | 本堂天井画20面のうちの1つ。                                                                                          |
| 波々伯部神社障壁画           |          | 24面       |                 | 波々伯部神社               |                       |                                                                               | 丹波篠山市指定文化財                                                                                                 |
| 四季花鳥図屏風               | 紙本著色 | 六曲一双   |                 | 大覚寺                     |                       |                                                                               | |
| 四季山水図                   |          | 六曲一双   |                 | 専修寺（津市）             |                       |                                                                               | |
| 涅槃図                       |          |            |                 | 専修寺（津市）             |                       |                                                                               | 芦洲、あるいはその周辺の画人の作か。                                                                                 |
| 西園雅集図                   | 紙本著色 | 六曲一隻   |                 | 丹波市立春日歴史民俗資料館 |                       | 款記「芦洲寫」/「鱗之印」白文方印・「呑江」白文方印                           | |
| 生身天満宮縁起               | 紙本著色 | 1幅        |                 | 生身天満宮                 |                       |                                                                               | |
| 花鳥図（春・秋）杉戸絵       | 板地著色 | 各2面      |                 | 二条城本丸御殿             |                       |                                                                               | 旧桂宮邸 |
| 須磨浦図                     | 絹本著色 | 1幅        | 104.0x36.5      | 西本願寺                   | 制作時期不明          | 款記「蘆洲」/「蘆洲」朱文方印                                                 | |
| 美人図                       | 絹本著色 | 1幅        | 105.5x38        | プライスコレクション       |                       |                                                                               | |
| 寒山拾得図                   |          |            |                 | デンバー美術館             |                       | 「蘆舟」落款/「澤」「鱗」朱文楕円印                                           | |
| Birds and Flowering Plants   | 絹本著色 | 1幅        | 128.27x56.2     | ミネアポリス美術館         | 1840年代              |                                                                               | |
| Birds and Flowers            | 絹本著色 | 1幅        | 128.27x56.2     | ミネアポリス美術館         | 1840年代              |                                                                               | |